# Glypta amoena
Glypta amoena là một loài tò vò trong họ Ichneumonidae.